# Château de la Jumellière
Le château de la Jumellière est un château situé à La Jumellière, en France.

## Localisation
Le château est situé dans le département français de Maine-et-Loire, à La Jumellière, sur la commune actuelle de Chemillé-en-Anjou.

## Description
L'édifice est construit en brique et pierre, dans le style Louis XIII.
Les façades sont ornées de sculptures en tuffeau représentant la louve de Plaisance, principal meuble du blason de la famille Lebrun de Plaisance. 
Les moulurations autour des fenêtres, les armoiries, d'influences historicistes et maniéristes, sont inspirées par le style en vogue au XIXe siècle. 
Le rez-de-chaussée est réservé à la vie privée, aux réceptions, et à la gestion du Domaine. L'entrée se fait par le hall et l'escalier d'honneur monumental est en bois d'if. Le premier étage, comporte des appartements ayant tout le confort moderne de cette époque. Le second étage, puis l'étage de chambres de service est au niveau des toitures à l'impériale. Le tout est complété par un sous-sol où sont situées les cuisines. 
L'ensemble du domaine comporte des pavillons d'entrée, un pavillon de jardinier. 
Le parc romantique attenant est agrémenté par une grotte, des serres, une glacière, un étang et une rivière. 

## Historique
La terre de La Jumellière est restée dans la même lignée depuis le XIIe siècle.
Elle appartenait au XVIIIe siècle à la famille Barjot de Roncé, dont était issue Marie Joséphine Caroline Barjot de Roncé, dame de La Jumellière, épouse de Jean Louis Marie Le Bascle, marquis d'Argenteuil, lieutenant général des armées du Roi.
Leur fille, Blanche Joséphine Le Bascle d'Argenteuil (1787-1851) devient en 1811 la seconde épouse de Charles de Maillé de La Tour-Landry, 2ème duc de Maillé (1770-1837), et lui apporte La Jumellière.
Leur fils, le comte Armand Urbain de Maillé de La Tour-Landry (1816-1903) et son épouse, Jeanne Lebrun de Plaisance (1835-1920), font construire le château actuel de 1858 à 1861 par l'architecte Henri Parent.
Les écuries, plus tardives, sont dues à l'architecte Ernest Sanson et le tracé du parc au paysagiste Henri Duchesne.
Le domaine se transmet ensuite au comte Louis Armand Joseph de Maillé de La Tour-Landry, duc de Plaisance (1860-1907), puis à sa fille Simone de Maillé de La Tour-Landry (1889-1950), épouse du prince François de Polignac, et à leur descendance.
Le château est inscrit au titre des monuments historiques depuis le 16 juin 2014 et est classé entièrement, en substition de l'inscription, depuis le 1er décembre 2022.